# مدحاة يدوية
المِدحاة اليدوية هي أداة تستخدم تاريخيًا في الطباعة والطباعة الفنية لتفكيك و «فرك» (نشر) الحبر، قبل "ضربه" باستخدام كرات التحبير أو بَكَرات التكوين.